# 浙大CCNT实验室饮水机
浙大CCNT实验室饮水机，人称饮水机娘，是浙江大学玉泉校区老生仪楼一楼CCNT实验室的一台饮水机。因改造后能以一名为“浙大CCNT实验室饮水机”的新浪微博帐号发布状态和卖萌微博而在一时间受到关注。

## 原理
- 饮水机上安装有一个正对加热指示灯的摄像头，作为传感器实时监控加热状态。而发送微博的功能利用了新浪微博开放平台提供的PHP语言软件开发工具包来实现。代码设计中主要有检测模块和反应模块两部分。检测模块处理摄像头的监控数据，捕捉加热指示灯“亮->不亮”与“不亮->亮”两个切换状态，然后调用反应模块即时发送微博。[7]
- 早期发送的微博内容下方显示“来自未通过审核应用”，后期显示为“来自小kiu”[7]。

## 制作人员
- 饮水机娘的微博应用程序开发者为浙江大学计算机科学与技术学院2010级的博士生陈龙彪。[8]

## 影响
- 由于饮水机娘的微博内容涉及日本萌系元素，如“水热了，人，人家才不是专门为了你烧水的…你要是特别想喝也不是不可以啊，笨蛋~”“禽兽，把人家都喝光了啦~”“啊~渾蛋，你干什么，水快被你倒光了啦！你个坏人。”，并且自称“浙大饮水机娘”，因此其作为一个萌拟人化形象受到了众人的关注，并一时间成为校园、网络乃至动漫界的一个热门话题[8]。

- 饮水机娘的出现吸引了一些中国境内外媒体的关注和报道。例如中国大陆的科普网站兼泛科技兴趣社区果壳网采访了陈龙彪与饮水机娘的故事[7]。

## 发展
- 改进后的饮水机娘发布的微博内容较以前更为多样化，并曾接受网友的题材投稿。
- 饮水机娘已有专属的萌拟人化形象设计。
- 微博帐号已于2012年6月中旬停止更新。

## 原定计划
- 陈龙彪在2011年12月接受果壳网的采访时提到“目前换水还需要人工检测，身体力行，人肉扛桶。所以目前正在开发换水的自动提示功能，准备在纯净水桶的接口处加一个压力探测器，检测桶内的水量，没水的时候就可以自动提示了”[7]。
- 陈龙彪与实验室的同学们还邀请了浙大日本动漫社团的“蓝鸢佐佑理”及在配音方面有专长的女网友“婭呀子”帮忙，计划让“饮水机娘”能够语音卖萌。[9]